# Siegmar zu Dohna-Schlobitten
Friedrich Siegmar Graf zu Dohna-Schlobitten (* 29. Dezember 1818 in Bonn; † 21. Februar 1909 in Charlottenburg) war ein preußischer Generalleutnant.

## Leben

### Herkunft
Friedrich Siegmar Graf zu Dohna-Schlobitten war ein Sohn des preußischen Generalfeldmarschall Friedrich Karl Emil zu Dohna-Schlobitten (1784–1859) und dessen Ehefrau Julie, geborene von Scharnhorst (1788–1827). Der preußische Reformer Gerhard von Scharnhorst war sein Großvater.

### Militärkarriere
Von seinem Vater ausgebildet, trat Dohna am 26. März 1837 als Freiwilliger in das Garde-Dragoner-Regiment der Preußischen Armee ein und avancierte bis Mitte Januar 1838 zum Sekondeleutnant. Zur weiteren Ausbildung war er vom 1. Oktober 1842 bis zum 30. September 1845 an die Allgemeine Kriegsschule kommandiert. Nach seiner Rückkehr wurde er vom 1. März 1848 bis zum 5. Januar 1849 als Regimentsadjutant verwendet und stieg zwischenzeitlich zum Premierleutnant auf. Von 1849 bis 1851 war Dohna zum Topographische Büro und vom 1. April bis zum 15. Juni 1853 zur Führung des Stammes des 1. und 2. Garde-Landwehr-Kavallerie-Regiments kommandiert. Im Anschluss folgte seine Kommandierung zum Großen Generalstab, in den er nach seiner Beförderung zum Rittmeister am 1. November 1853 versetzt wurde. Von dort kam er am 22. Mai 1854 in den Generalstab des III. Armee-Korps, von wo er wiederum vom 13. April bis 13. Juni 1857 zur Dienstleistung im 3. Husaren-Regiment kommandiert war. Dohna wurde am 30. Mai 1857 zunächst noch ohne Patent Major im Großen Generalstab. Unter Verleihung des Patents zu seinem Dienstgrad erfolgte am 11. August 1857 seine Ernennung zum Kommandeur der 1. Eskadron und Chef der 2. Kompanie im Regiment der Gardes du Corps. Ende Mai 1858 rückte er als etatsmäßiger Stabsoffizier in den Regimentsstab auf.
Für die Dauer der Mobilmachung anlässlich des Sardinischen Krieges war Dohna 1859 Kommandeur des 1. Garde-Landwehr-Kavallerie-Regiments und nach der Demobilisierung führte er diesen Verband, bis er Mitte November 1859 in seine Stellung als etatsmäßiger Stabsoffizier zurückkehrte. Daran schloss sich am 12. Mai 1860 seine Ernennung zum Kommandeur des Ostpreußischen Kürassier-Regiments Nr. 3 in Königsberg an. In dieser Eigenschaft avancierte Dohna am 18. Oktober 1861 zum Oberstleutnant und erhielt am 8. Dezember 1861 das Ehrenkomtur des Oldenburgischen Haus- und Verdienstordens des Herzogs Peter Friedrich Ludwig. Am 25. Juli 1864 wurde er zum Oberst befördert, nahm 1866 während des Krieges gegen Österreich an den Schlachten bei Trautenau sowie Königgrätz teil und erhielt für sein Wirken die Schwertern zum Roten Adlerorden III. Klasse. Unter Stellung à la suite wurde Dohna am 30. Oktober 1877 zum Kommandeur der 16. Kavallerie-Brigade ernannt und am 22. März 1868 zum Generalmajor befördert. In gleicher Eigenschaft war er ab dem 28. Juli 1868 bei der 13. Kavallerie-Brigade tätig.
Bei der Mobilmachung anlässlich des Krieges gegen Frankreich wurde Dohna am 18. Juli 1870 Kommandeur der mobilen 7. Kavallerie-Brigade, die er in den Schlacht bei Colombey, Noisseville, Amiens, an der Hallue, Bapaume und St. Quentin führte. Ferner befand er sich bei der Einschließung von Metz, den Gefechten bei Sapigny (2. Januar 1871) und Pouilly (23. Januar 1871) sowie der Verfolgung auf Cambray. Ausgezeichnet mit beiden Klassen des Eisernen Kreuzes kehrte Dohna nach dem Friedensschluss am 23. Mai 1871 in seine Stellung als Kommandeur der 13. Kavallerie-Brigade zurück. Am 16. November 1872 wurde er mit dem Charakter als Generalleutnant und Pension zur Disposition gestellt. Er erhielt am 19. Januar 1896 dann noch den Kronen-Orden II. Klasse mit Stern.
Dohna war Ehrenritter des Johanniterordens. Er starb unverheiratet am 21. Februar 1909 in Charlottenburg und wurde am 24. Februar 1909 auf dem Invalidenfriedhof beigesetzt.

## Schriften
- Die Donins. Aufzeichnungen über die erloschenen Linien der Familie Dohna. 4 Bände. Geheime Ober-Hofbuchdruckerei (R. v. Decker), Berlin 1877–1886 (Band 1).
- Auszugsweise Mittheilungen aus den familiengeschichtlichen Schriften. Die Donins und die Dohnas. Julius Sittenfeld, Berlin 1887 (Digitalisat).